# Ms. Americana
Ms Americana es una de las protagonistas pornográficas de varias historietas renderizadas por Mr. X desde 2000 y pertenecientes o cercanas a los géneros BDSM y ficción científica. Se inspira en las superheroinas de Marvel y sobre todo DC Comics para crear la historia de una chica huérfana, después empresaria de gran éxito y luchadora incansable contra diferentes villanos y villanas que amenazan a los ciudadanos y especialmente a las ciudadanas de Ciudad Delta, además de oponerse a unos seres mutantes de orígenes no muy conocidos que necesitan hembras humanas para reproducirse. Pese a todas las vejaciones a las que se ve sometida cuando es derrotada, la heroína sigue acudiendo en ayuda de cualquier compañera en apuros y también es ayudada por ellas. Pese a esta tendencia solidaria, no pertenece a grupo, alianza o filiación alguna.
Ms Americana pertenece a un tipo de mujeres llamadas afroditas y como tal posee una fuerza, resistencia física, velocidad y agilidad superiores a la media humana, especialmente cuando porta un cinturón capaz de amplificar dichas capacidades y darle poderes telequinéticos. En cambio, este tipo de féminas son muy vulnerables frente a los narcóticos y su voluntad se reduce con el olor y sabor de ciertos líquidos seminales, tras ser ordeñadas y especialmente cuando se les provocan orgasmos.
Sus enemigos son muy variados, pero la peor de todas es una negrera oriental llamada Dragon Queen. La mujer posee un ejército de ninjas y laboratorios clandestinos para producir mutantes. Para este último fin debe secuestrar a cuantas afroditas pueda y utilizarlas como vientres prestados en la producción de sus insectoides, plantas inseminoides y demás monstruos.
El atractivo sexual del cómic se basa en tres aspectos: la seducción provocada por las mujeres con cierta jerarquía y uniformadas, el voluptuoso cuerpo de la mujer vestida con toques fetichistas y las relaciones sexuales con mutantes muy parecidos a gusanos, insectos y arácnidos; seres vivos que desencadenan fobias instintivas en los humanos.
Ms Americana parece ser lesbiana, pero solo bajo los efectos de las drogas o cuando sus facultades mentales están disminuidas. Por otra parte, muestra un rasgo que la diferencia de muchos otros personajes pornográficos: el no tener una sexualidad desmedida. No es una ninfómana ni una "sexoadicta" y las abundantes relaciones sexuales que tiene no son consentidas ni toleradas.

## El personaje

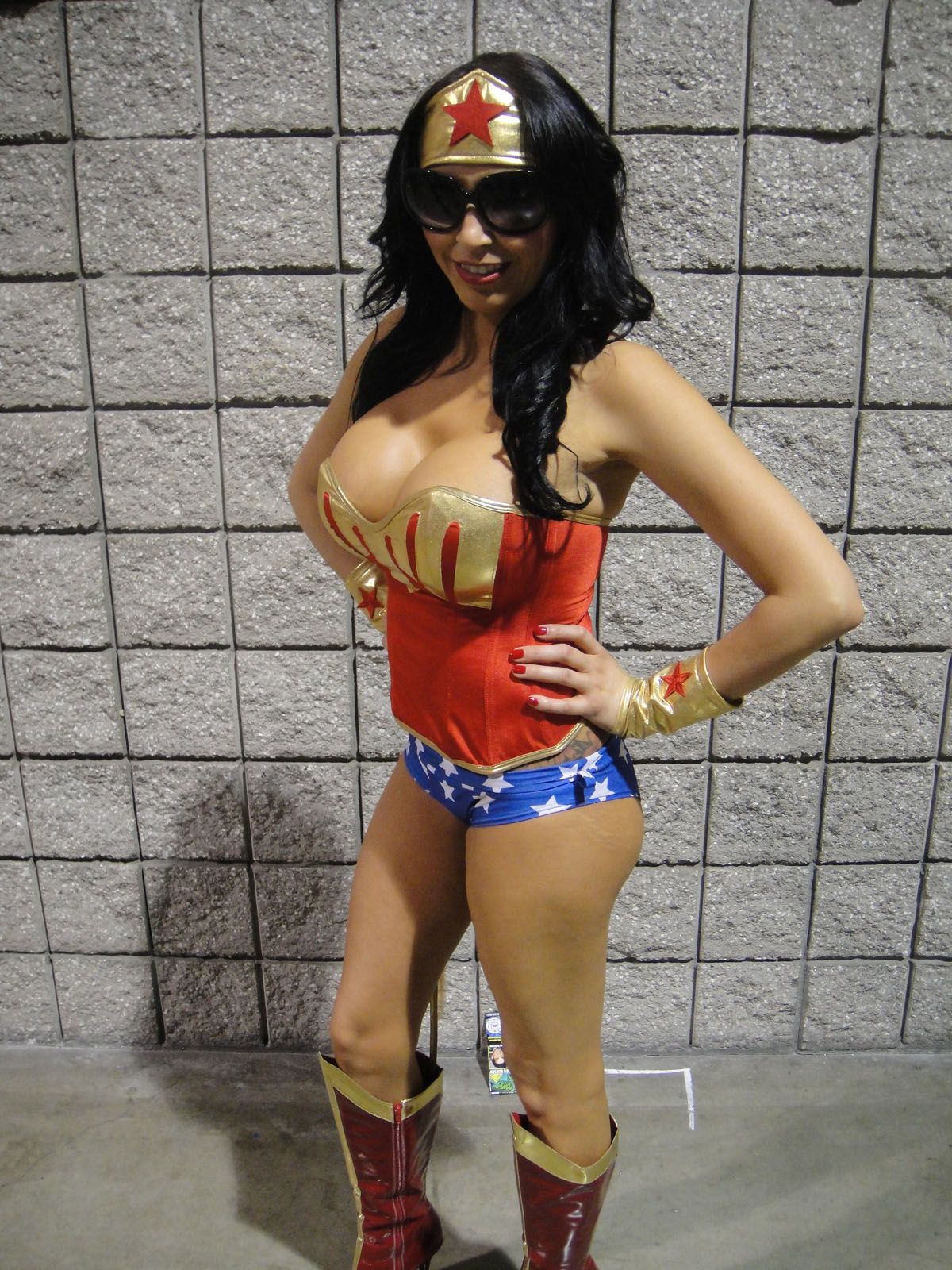
Imitación de Wonder Woman. La ropa de Ms Americana se parece en colores y forma, pero viste tanga y guantes altos rojos.

Brenda Wade es una fantasía pornográfica inspirada en superheroínas como Wonder Woman, pero que también entronca con el trasunto moderno de «varios estilos ancestralmente populares: los relatos mitológicos, los cuentos guerreros y las sagas familiares», en esta ocasión dentro del género BDSM. La frase de Aguilera y Díaz antes citada resulta especialmente acertada porque Ms Americana es una guerrera proveniente de una saga familiar (ver más adelante), además de mostrar un tema infinidad de veces reproducido en el arte, más en concreto dentro de las representaciones de mitos griegos, como es la zoofilia e incluso el bestialismo con resultado de concepción, caso de la ninfa Europa o Leda.
De la escasa vestimenta lucida por Ms Americana, las partes más parecidas a la indumentaria de la Mujer Maravilla son la tiara, sus botas rojas de tacón y los colores de su traje, con la bandera de los Estados Unidos. De la misma forma, la creación de Mr. X comparte con la superheroína de DC Comics el mismo color de pelo, el mismo color de ojos y la misma altura. Sin embargo, es un poco más ligera pese a contar con unos pechos mucho más grandes, talla 38G, siendo la tercera de las afroditas con más busto, siguiendo la tendencia Big Boobs que no ha dejado de crecer en el género pornográfico desde la Segunda Guerra Mundial, según Dian Hanson.
Otra diferencia radica en su antifaz que protege la identidad secreta de la empresaria, extremo este totalmente distinto a Wonder Woman. Dicho antifaz no es una prenda que se ponga o se quite manualmente, como tampoco los son el sostén o el tanga que usa. Dichas prendas aparecen y desaparecen tras un proceso que Breda provoca cuando lo desea, al igual que las otras afroditas.
Respecto a su biografía, esta se diferencia mucho de la creación en papel. Brenda Wade vivió huérfana sus primeros años hasta ser adoptada por el general Wade. Nuevamente volvió a quedar sola cuando su padre adoptivo fue asesinado por unos terroristas frente a ella contando siete años. Prosperó en la vida como feminista militante y sobre todo como máxima responsable de Industrias Wade. Bajo la identidad de Ms Americana dedica su tiempo libre a luchar contra el crimen en Ciudad Delta, en memoria del trágico fin vivido por su padre. Las analogías con Bruce Wain resultan evidentes.
Los tormentos que debe padecer tras sufrir una derrota son numerosos. Suele ser ordeñada forzosamente por máquinas y mutantes, violada reiteradamente por hombres, mujeres o mutantes y preñada intencionadamente por los repulsivos insectoides. Pese a ello no ceja en su empeño personal contra todos los que la someten a tales humillaciones, al contrario que otras compañeras que sí sienten temor o al menos flaqueza frente a los fracasos obtenidos en su lucha, como sería el caso de Got-Chic.
El artista se inspira en las fantasías sexuales provenientes tanto de historietas como de series televisiva producidas y emitidas en las décadas de los setenta y los ochenta del siglo XX, superheroínas que a su vez suelen ser proyecciones de las fantasías eróticas imaginadas por sus respectivos dibujantes. Sin embargo, únicamente Ms Americana y Sara Kroft guardan un parecido identificable con las creaciones de las grandes corporaciones del cómic.

## Poderes y debilidades
Como ya se ha indicado, Ms Americana pertenece a las afroditas y por tanto cuenta con unas cualidades físicas superiores a las de muchos hombres, pero no a las de todos los hombres. Sus auténticos poderes aparecen solo cuando lleva puesto su cinturón especial. Con dicha prenda cerrado y sobre sus caderas es capaz de desviar objetos con la mente, incluidas balas disparadas, al mismo tiempo su fuerza, resistencia, carrera y agilidad se ven aumentadas. Sin él Ms Americana únicamente cuenta con las aptitudes de cualquier afrodita, es decir, las mismas antes citadas sin incremento alguno.
Brenda Wade cuenta con dos grandes debilidades, al igual que las otras afroditas. Una es el cloroformo y anestésicos similares, dichas drogas la provocan un efecto poco menos que instantáneo, debilitando su cuerpo y su voluntad. La segunda es también común a este tipo de mujeres ficticias, radica en la pérdida de la propia determinación con el olor y/o sabor de algunos líquidos seminales: esta pérdida de autodominio aumenta cuando se les ordeñan las tetas y más aún tras sufrir orgasmos forzados. En este aspecto pueden verse ciertas analogías con mitos clásicos, como el ya mencionado de Lena y el cisne, donde una hembra se abandona por completo ante la suavidad de las plumas del ave y se deja penetrar, quedando embarazada. De forma parecida, el ordeñar a una mujer revestida de poderes superiores también tiene precedentes, es el caso de la diosa Hera con Heracles quien ordeñó su pecho y expulsó la leche por el cielo.

## Aliados y enemigos

### Aliados y amistades

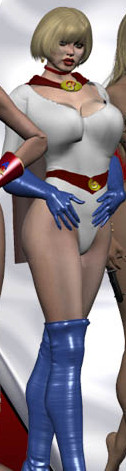
Power Lass, una de las aliadas esporádicas de Ms. Americana.

En multitud de ocasiones Ms Americana comparte sufrimientos con varias afroditas en cuyo auxilio acude, sin que por ello se las deba considerar aliadas. La lista incluye a Champion Girl, Flag Girl o Amazing Babe, entre otras. De la misma forma, muchachas como Lady Victory también se han presentado cuando la heroína estadounidense tenía problemas, sin por ello formar alianza o grupo posterior. Pese a todo, sí ha trabajado con el equipo al que pertenece Omega Woman, siendo tratada como un miembro más de la organización M.I. De la misma forma, ambas mujeres han luchado juntas desde los primeros momentos contra distintos seres que también perseguían privarlas de su libertad sexual.
Otro aliado con el que colabora estrechamente es el profesor Whirter, un experto mundial en mutantes que trabaja para conocer su origen, funciones y debilidades. En ocasiones las superheroínas narcotizadas son llevadas a su laboratorio para tratar de prevenir su posible adicción. El científico ha sido de gran ayuda posterior pues, con el fin de parar la procreación de dichos seres, ha desarrollado un dispositivo que las heroínas pueden llevar en su collar y que provoca un aborto de forma instantánea, segura e indolora. El profesor también trabaja con el grupo M.I., realizando salidas al exterior de su laboratorio cuando es necesario.

### Enemigos humanos
Varios son los adversarios de Ms Americana. Van desde empollones que han formado una pequeña banda para violar a mujeres, hasta ladrones, científicos locos o misteriosos piratas. De todos destaca Elsa, una rubia y voluctuosa lesbiana con un puesto elevado en el escalafón de una organización megalómana neonazi. También resultó una dura oponente Torny Rose, otra rubia que forma un dúo de terroristas megalómanos junto a Lord Power, capaces de hacerse con un arma nuclear y amenazar con detonarla en las inmediaciones de Ciudad Delta.
Quizá la peor enemiga de Ms Americana y todas las demás afroditas sea Dragon Queen. Se trata de una rica y misterios científica o experimentadora oriental que trata de capturar a Got-Gal y Got-Chic, junto a todas las demás supermujeres que puede, para continuar la procreación de mutantes con ellas, ordeñarlas y alimentar a los nuevos vástagos con la nutritiva leche obtenida. Posee un ejército de ninjas que forman su guardia pretoriana y le ayudan con el trato a las superheroínas capturadas. La pérfida mujer ha sido también víctima de sus propias criaturas y en ocasiones ha sido traicionada y violada por sus secuaces. Su fortuna la pudo haber obtenido de la trata de blancas, incluso ha corrido el riesgo de ser vendida también ella como esclava. Como no es una afrodita posee un buen cuerpo, pero con menos pecho que las mujeres a las que trata de atrapar, únicamente una talla 36.

### Enemigos no humanos
En la categoría de no humanos entran los insectoides e inseminoides, además de los mutantes. Como se ha indicado, los primeros parecen animales muy similares a los gusanos, los arácnidos o los insectos e incluso cefalópodos. Entre sus formas destacan los mencionas gusanos gigantes respecto al primer grupo, en el segundo están seres muy similares a las arañas   y los escorpiones aunque casi tan grandes como un ser humanos en ambos casos y dotados de pene también en ambos casos. Por último, los que tienen forma de insectos pueden ser abejas o avispas, de gran o pequeño tamaño, pero siempre dotadas de falo.
Los inseminoides son plantas, pero dotadas de largas extremidades móviles. En algunas ocasiones parecen amasijos de lianas, en otras son flores u algo parecido a flores gigantes, pero también pueden ser sacos con dos brazos succionadores, estas últimas no cuentan con glándulas segregadoras de gas narcotizante. Independientemente de su forma, las inseminoides comparten la necesidad y la capacidad de ordeñar las tetas de sus víctimas y obtener leche aunque las mujeres no hayan parido nunca. Esto es debido a la terrible succión a la que las someten, a veces dolorosa y a veces placentera o ambas sensaciones a la vez.
Por su parte los mutantes también adquieren formas variadas. Están desde las demoníacas de gran tamaño, hasta los pequeños y verdes, con cierto parecido a la primera forma del alien aparecido en la película de Ridley Scott. Otros seres a los que se ha enfrentado en varias veces son los gremlins, con escaso parecido a los monstruos de la película homónima.

## Atractivos sexuales del cómic

Escorpión Maurus Palmatus. Seres parecidos a este son los que se aparean con Ms Americana.

El poder de seducción de personajes como Ms Americana emana de tres facetas diferentes:
En primer lugar su sensualidad puede residir en el atractivo inherente para los hombres que representa toda mujer revestida de cierta jerarquía, especialmente si luce uniforme. Ms Americana cuenta con dicha jerarquía por ser respetada y obedecida en varias ocasiones, ya sea tratando con agentes de policía, miembros del M.I. o científicos de renombre como el profesor Whirter. Más aún como Brenda Wade, propietaria y máxima responsable de Industrias Wade.
Otro atractivo proviene de su cuerpo. Con una figura rozando lo imposible, Ms Americana es delgada, con piernas esbeltas y posee nula grasa, pero busto muy desarrollados. De la misma forma, es muy alta, más de 1,80 metros, y con unas medidas 38G-25-39. Es un ejemplo de la ya mencionada línea Big Boobs que se mantiene desde mediados de los años 1940 del siglo XX. También contribuye a su atractivo cierto toque fetichista en su vestimenta, como los largos guantes rojos y especialmente sus botas altas con tacón de aguja.
Por último, influiría también en el morbo las relaciones sexuales a las que se ve forzada. Los actos son esencialmente felaciones y coitos, y lo que aporta el componente morboso son los insectoides e inseminoides que la fuerzan. Dichos animales tienen un origen experimental o desconocido y pueden ser plantas con tentáculos, gusanos gigantes, arácnidos e insectos. Estos tres últimos aportan una carga de repulsión en el ser humano producto de su evolución que los identifica como peligrosos y despierta fobias instintivas. En cierto modo, estos monstruos siguen el proceder del octavo pasajero, el cual necesita de algún anfitrión para desarrollar un nuevo espécimen, pero los mutantes de Mr. X solo pueden hacerlo por vía vaginal. También desarrollan un ser apto en muy pocas horas y sin demandar recursos del cuerpo donde se albergan, siguiendo la idea creada por Bob O'Bannon.

## Relaciones sexuales de Ms Americana
Como creación perteneciente o próxima al BDSM, Ms. Americana es derrotada, violada, ordeñada y preñada, debido a las ventajas de su vientre maduro y fuerte, además de dar una leche muy deseada, no solo por Dragon Queen y su ejército de monstruos, sino también por los habitantes de la Ciudad por su delicioso sabor. Si continuamos con la frase de Aguilera y Díaz, pese a lo salvajes que puedan parecer este tipo de actos no suponen ninguna novedad y el cómic se limita a actualizarlos. Ya desde los mitos griegos se describen comportamientos similares en los dioses  y algunos han continuado hasta el siglo XXI, por ejemplo, el intento de conservar lo más posible la producción de leche materna es muy antiguo, hasta el punto de continuar hoy en día con fines comerciales.
Debido a la potencia del semen de los inseminoides, insectoides y otros mutantes de Dragon Queen, unido al rápido crecimiento de los fetos dentro del vientre femenino y, por último, al uso generalizado de gases anestésicos por parte de los villanos y las plantas mutantes, Ms Americana y otros heroínas de Ciudad Delta han debido parir todo tipo de seres en numerosas ocasiones, ante la imposibilidad de llegar a un hospital con tiempo suficiente. Pero no siempre son seres vivíparos, en ocasiones lo que sale del vientre de la mujer son huevos, como también lo hizo Lena tras ser preñada por Zeus en forma de cisne. Pese a estas vejaciones, se la considera la principal defensora de Ciudad Delta en la ficción.

### Rasgo de personalidad
Ms Americana cuenta con un rasgo de personalidad poco usual dentro del género. En otros cómics pornográficos, como la saga Metrobay Chronicles perteneciente también al género de ficción científica, se puede ver a personajes como Crissy Tunner o Mechana hacer el amor infinidad de veces con hombres o con mujeres de forma no solo consentida, sino buscada. Muchos más en otras publicaciones menos trabajadas como puede ser Lady Ardor o Ruta 69.
En las láminas renderizadas por Mr. X, ninguna relación es consentida, por lo menos consentida sin mediar acción de drogas o narcóticos y con pleno dominio de sus facultades mentales. Por lo tanto, Ms Americana presenta una sexualidad normal, salvo la característica compartida por todas las afroditas de perder progresivamente su voluntad por orgasmos forzados y otros factores. No muestra rastros de perversión o trastorno sexual alguno, como puede ser la ninfomanía u otras obsesiones extravagantes padecidas por infinidad de protagonistas como la citada Crissy Tunner. Más aún, tanto Ms Americana como Got-Chic afirman estar cansadas de ser violadas y ordeñadas a la fuerza, por más que la segunda práctica pueda ser placentera para ellas en particular y para mayoría de las mujeres en general. Esta es una de las diferencias entre las heroínas de Mr. X y tantas otras del género pornográfico quienes no parecen tener un celo fingido, en palabras de Remedios Morales, sino un celo auténtico permanente, algo que no sufre Ms Americana. Pese a ello, a Brenda Wade no se le conoce relación estable alguna con hombres ni con mujeres.

### La orientación sexual de Ms. Americana
En lo relativo a la orientación sexual de Brenda Wade, el autor no la menciona y aporta datos contradictorios a lo largo de la obra para no tener una idea clara, como sí menciona la orientación lésbica de Jungle Babe. En varias ocasiones se da la idea de que Ms Americana es lesbiana, al menos lo es explícitamente bajo la inhalación de determinadas drogas. La posibilidad de cortejar a una lesbiana siempre ha despertado el deseo masculino por el valor de fecundar a una mujer que rechaza a los hombres, quizá el caso más repetido sea el de Zeus con Calisto.
Pese a todo lo dicho, en otras historias el autor parece indicar que Brenda se decanta por esa opción sexual siempre y cuando tenga sus facultades mentales mermadas. Es esclarecedor el ejemplo donde Ms Americana pierde su voluntad por completo hasta convertirse en sierva de la villana, traicionando a su colega Omega Woman y tratando de someterla también a ella. Para ello la obliga a practicarla un cunnilingus. Su compañera se resiste, afirmando no ser de esa clase de chicas y Ms. Americana responde: «Yo tampoco lo era, pero con el tiempo lo hice, tú aprenderás... igual que yo aprendí.»

## Ms Americana en otros medios
Por ser un personaje creado con técnicas digitales, inicialmente el sitio superheroinecentral.com distribuía las novelas en CD o DVD, pero finalmente se ha suprimido dicha fórmula y actualmente solo se puede obtener por Internet. Ambos sistemas se aplican exclusivamente para las obras de pago porque Mr. X ofrece varias aventuras y otros archivos de imágenes de forma libre y gratuita en su sitio web.
También se ha creado un juego en tecnología Flash de Adobe para ser jugado por Internet. En él la muchacha debe liberarse de distintos mutantes mientras avanza por un pasillo.